# Rio Thelon
O rio Thelon é um rio nos Territórios do Noroeste e Nunavut, no norte do Canadá, com 900 km de comprimento, uma enorme bacia hidrográfica (maior que países como a Grécia, por exemplo) e que drena para a Baía de Hudson, perto de Baker Lake e Chesterfield Inlet. Situado bem longe de qualquer influência humana significativa, o Thelon e a sua envolvente constituem um espaço natural muito bem preservado e imaculado.